# 穆罕默德·纳吉·奥特里
穆罕默德·纳吉·奥特里（阿拉伯语：محمد ناجي عطري，羅馬化：Muḥammad Nājī al-`Uṭrī；1944年—），叙利亚政治人物，叙利亚阿拉伯复兴社会党成员。2003年9月10日至2011年4月14日出任叙利亚总理（7年216天）。